# Nikolái Kovaliov (esgrimidor)
Nikolái Anatólievich Kovaliov –en ruso, Николай Анатольевич Ковалёв– (Vesioly, 28 de octubre de 1986) es un deportista ruso que compite en esgrima, especialista en la prueba de sable.
Participó en tres Juegos Olímpicos de Verano, obteniendo una medalla de bronce en Londres 2012, en la prueba individual, el cuarto lugar en Pekín 2008 (por equipos) y el séptimo en Río de Janeiro 2016 (prueba individual).
Ganó ocho medallas en el Campeonato Mundial de Esgrima entre los años 2006 y 2016, y ocho medallas en el Campeonato Europeo de Esgrima entre los años 2006 y 2016.

## Palmarés internacional
| Juegos Olímpicos   | Juegos Olímpicos        | Juegos Olímpicos  | Juegos Olímpicos  |
| Año                | Lugar                   | Medalla           | Prueba            |
| ------------------ | ----------------------- | ----------------- | ----------------- |
| 2012               | Londres (Reino Unido)   | Medalla de bronce | Sable individual  |
| Campeonato Mundial |                         |                   |                   |
| Año                | Lugar                   | Medalla           | Prueba            |
| 2006               | Turín (Italia)          | Medalla de bronce | Sable por equipos |
| 2010               | París (Francia)         | Medalla de oro    | Sable por equipos |
| 2011               | Catania (Italia)        | Medalla de oro    | Sable por equipos |
| 2013               | Budapest (Hungría)      | Medalla de oro    | Sable por equipos |
| 2013               | Budapest (Hungría)      | Medalla de plata  | Sable individual  |
| 2014               | Kazán (Rusia)           | Medalla de oro    | Sable individual  |
| 2015               | Moscú (Rusia)           | Medalla de plata  | Sable por equipos |
| 2016               | Río de Janeiro (Brasil) | Medalla de oro    | Sable por equipos |
| Campeonato Europeo |                         |                   |                   |
| Año                | Lugar                   | Medalla           | Prueba            |
| 2006               | Esmirna (Turquía)       | Medalla de bronce | Sable por equipos |
| 2007               | Gante (Bélgica)         | Medalla de oro    | Sable por equipos |
| 2008               | Kiev (Ucrania)          | Medalla de oro    | Sable por equipos |
| 2011               | Sheffield (Reino Unido) | Medalla de bronce | Sable por equipos |
| 2012               | Legnano (Italia)        | Medalla de oro    | Sable por equipos |
| 2013               | Zagreb (Croacia)        | Medalla de bronce | Sable individual  |
| 2015               | Montreux (Suiza)        | Medalla de bronce | Sable individual  |
| 2016               | Toruń (Polonia)         | Medalla de oro    | Sable por equipos |